# 血咒聖痕
《血咒聖痕》是日本漫畫家黑乃奈奈繪創作的日本漫畫作品。於Mag Garden漫畫雜誌《Comic Blade ZEBEL》創刊號開始連載，後移至《月刊Comic Avarus》2007年至2013年期間連載，單行本全7卷。

## 劇情簡介
吸血鬼強尼·雷夫羅和查爾斯·J·克里斯芬多之間的愛恨情仇的故事。克里斯是吸血鬼，同時也是名吸血鬼獵人。雷夫羅是以咒術作為代價的某一支系吸血鬼的祖先。而就在他們一邊接受梵蒂岡的請託時，卻發現以不死作為買賣進行的人工吸血鬼，跟藥廠生產的可疑藥物「Vassalord」，他們不知不覺捲入了一場大陰謀。

## 登場人物
強尼·雷夫羅
本作主角，與惡魔彼利簽訂契約而成為吸血鬼祖先，被彼利稱作亞當。
克里斯/查爾斯·J·克里斯芬多
本作另一個主角，雷夫羅的吸血鬼眷屬。別名為查理、恰里。時常改造自己的身體讓自己能夠不畏懼陽光以及可以使用聖物和唱誦聖經，受到梵蒂岡請託而成為吸血鬼獵人。作為虔誠的信徒，秉持著不傷害人類的原則，僅以雷夫羅作為主要食物來源，本身對也對雷夫羅有著強烈的佔有慾。
雷芙爾·福特
有著跟雷夫羅相同長相的女性吸血鬼，是由惡魔彼利拿羅雷夫的一塊肋骨做成的複製人。被他稱為夏娃。
崔莉兒·珍·凱茲
帶著大圓眼鏡有著齊劉海的少女。為雷芙爾的眷屬。維德高亞族，繼承故阿諾·帕歐雷的血統與詛咒，在星期六覆蓋著紅色羊膜誕生，擁有對付吸血鬼的特殊能力。死後也有著變成吸血鬼的宿命。
克雷格·班修泰恩
體格健壯的黑人中年警官，擁有容易看穿別人謊言的強烈直覺。
哈羅魯德·韋恩
右眼帶著眼罩的少年。暱稱哈魯。

## 出版書籍
| 集數 | Mag Garden    | Mag Garden                                              | 東立出版社    | 東立出版社             |
| 集數 | 發售日期      | ISBN                                                    | 發售日期      | ISBN                   |
| ---- | ------------- | ------------------------------------------------------- | ------------- | ---------------------- |
| 1    | 2006年3月10日 | ISBN 978-4-86127-248-6                                  | 2006年9月6日  | ISBN 986-11-8869-X     |
| 2    | 2007年3月30日 | ISBN 978-4-86127-371-1                                  | 2007年7月17日 | ISBN 978-986-11-9780-7 |
| 3    | 2009年3月10日 | ISBN 978-4-86127-606-4 ISBN 978-4-86127-550-0（限定版） | 2009年7月6日  | ISBN 978-986-10-3510-9 |
| 4    | 2010年3月10日 | ISBN 978-4-86127-714-6 ISBN 978-4-86127-671-2（限定版） | 2011年1月7日  | ISBN 978-986-10-5488-9 |
| 5    | 2011年3月15日 | ISBN 978-4-86127-842-6 ISBN 978-4-86127-819-8（限定版） | 2012年4月18日 | ISBN 978-986-10-7502-0 |
| 6    | 2012年3月15日 | ISBN 978-4-86127-971-3 ISBN 978-4-86127-956-0（限定版） | 2012年9月17日 | ISBN 978-986-10-9911-8 |
| 7    | 2013年3月15日 | ISBN 978-4-8000-0114-6                                  | 2014年11月4日 | ISBN 978-986-332-504-8 |

## 廣播劇
- 2008年10月22日、商品編號：FCCC-0133[1]
- 2008年11月27日、商品編號：FCCC-0134[2]
- 2009年2月25日、商品編號：FCCC-0135[3]
- 2010年4月21日、商品編號：FCCC-0173[4]
- 2011年5月11日、商品編號：FCCC-0193[5]
- 2012年4月25日、商品編號：FCCC-0205[6]

### 原創故事
- Act. I  2006年8月26日、商品編號：FCCC-0049[7]
- Act. II 2007年3月21日、商品編號：FCCC-0050[8]
- Act. III 2007年10月24日、商品編號：FCCC-0070[9]
- Act. IV 2008年5月23日、商品編號：FCCC-0071[10]

## 網路電台
網路電台《「Vassalord.」Radio Station》於2009年1月8日至6月25日期間，在Animate TV隔週星期四進行播放（全12回），主持人為藤原啓治和置鮎龍太郎。之後將電台內容精選重新編輯，以DJCD的編號發行影音商品。於另一線上直播節目「Holy Communion」上重播。
- DJCD Vol.1 2009年6月24日、商品編號：FCCC-0150[12]
- DJCD Summer Vacation 2009年8月26日、商品編號：VASSA-0001[13]
- DJCD Holy Communion 2010年8月25日、商品編號：FCCC-0185[14]
- DJCD Last Festival 2013年5月24日、商品編號：FFCC-0027[15]

## OVA
單行本第7卷安利美特初回限定版附贈的影像作品。為30分鐘的短篇動畫，主角兩人配音與廣播劇CD相同，強尼·雷夫羅由藤原啓治配音、查爾斯·J·克里斯芬多由置鮎龍太郎配音。

### 製作人員
- 原作：黑乃奈奈繪
- 監督、總作画監督：中澤一登
- 人物設計：高橋成之、宮川智惠子
- 美術設計：Alarcon、青木智由紀、Inose Yukie
- 特效作画監督、視覺效果：金子秀一
- 作画監督：藤原宏樹、田畑昭
- 色彩設計、色彩指定、數位作畫檢查：境成美
- 美術監督：金子雄司
- 攝影監督：堀内美咲
- 編輯：植松淳一
- 音響監督：長崎行男
- 音樂：黑色堇
- 製作人：田頭伸哉
- 動畫製作人：黑木類
- 動畫製作：Production I.G
- 主要製作：MAG Garden

### 主題曲
主題曲《伊甸的十字架》（エデンの十字架）
作詞、作曲：佐藤由香
片尾曲《Misunderstanding》
作詞、作曲：佐藤由香；貝斯：Nick Keita；鼓手：前田一知；大提琴：山崎明子；掌聲：岸田昭男

## 外部連結
- Vassalord.官方網站 （页面存档备份，存于） （日語）